# Tamaki Uchiyama
Tamaki Uchiyama (13 de dezembro de 1972) é uma ex-futebolista japonesa que atuava como atacante.

## Carreira
Tamaki Uchiyama representou a Seleção Japonesa de Futebol Feminino, nas Olimpíadas de 1996. 